# Virginia Foxx
Virginia Foxx, född 29 juni 1943 i New York, är en amerikansk republikansk politiker. Hon representerar delstaten North Carolinas 5:e distrikt i USA:s representanthus sedan 3 januari 2005.
Hon studerade vid University of North Carolina at Chapel Hill. Hon doktorerade sedan i pedagogik vid University of North Carolina at Greensboro. Hon var ledamot av delstatens senat 1994-2004.
Kongressledamoten Richard Burr bestämde sig för att kandidera till senaten i 2004 års kongressval. Foxx var en av åtta kandidater i republikanernas primärval och den enda kvinnan. Eftersom det femte distriktet är starkt republikanskt, blev primärvalet utslagsgivande och ett av de dyraste primärvalen någonsin i delstaten. Trots att Foxx hade varit en av de mest konservativa delstatspolitikerna i North Carolina, attackerades hon i primärvalet för att ha tagit emot ett mindre bidrag från en grupp som förespråkar de homosexuellas rättigheter. Foxx förklarade att hon fick pengarna innan hon blev invald i delstatens senat och när bidragsgivarna såg hur hon röstade där, hade bidraget inte upprepats. Primärvalet avgjordes i en andra omgång som Foxx vann med 55% av rösterna. Hon fick sedan 59% av rösterna i själva kongressvalet.